# 动物主题公园

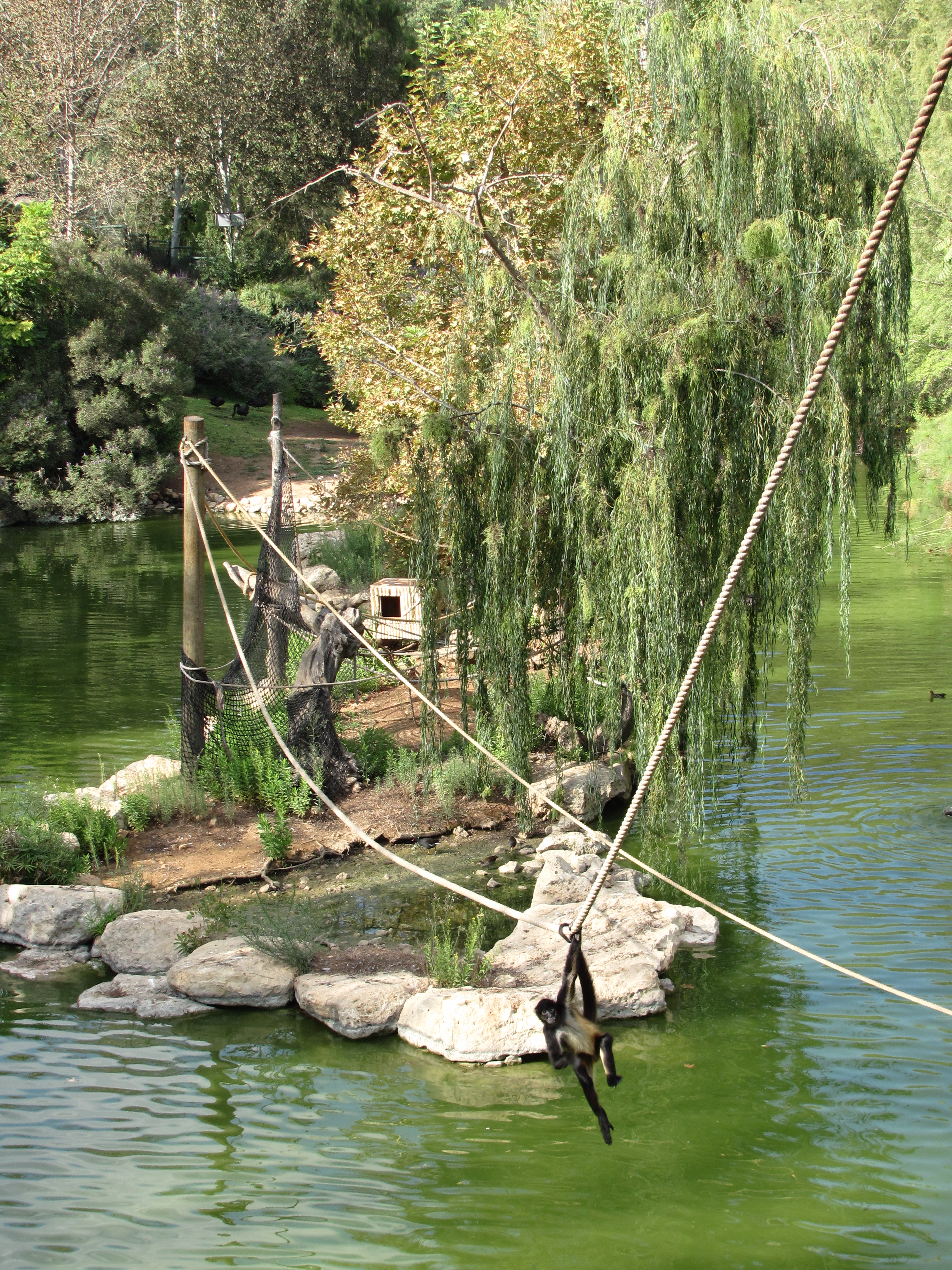
耶路撒冷圣经动物园內的一隻黑掌蜘蛛猴

动物主题公园是一種將遊樂園与動物園相结合的遊樂場所。动物主题公园內既有游乐设施和舞台表演，也有被关在围栏内的活体动物。迪士尼動物王國就是一種动物主题公园。